# 樋口義人
樋口 義人（ひぐち よしと）は、日本のゲームクリエイター。バンダイナムコスタジオのディレクター、ゲームデザイナー、プロデューサー。

## 人物
福岡県福岡市出身。
元々は違う業界で働いていたが、鉄拳チームの募集によりナムコ（後のバンダイナムコゲームス）へ入社。『ソウルキャリバー』や『鉄拳タッグトーナメント』の企画を担当する。
2002年の『テイルズ オブ デスティニー2』にディレクターとして途中参加して以降、『テイルズ オブ』シリーズの制作に関わる。
『テイルズ オブ ヴェスペリア』を制作した後、再び鉄拳チームに2年程在籍する。
分社化に伴い、バンダイナムコスタジオに転籍。
2016年頭まで「大乱闘スマッシュブラザーズ for Nintendo 3DS / Wii U」に関わり、現在は管理職と並行で、『大乱闘スマッシュブラザーズ SPECIAL』などのプロデューサーなどを務める。

## 製作に関わった作品

### ゲーム
- ソウルキャリバー（1998年7月30日、アーケード）ASSIST&TUNING
- 鉄拳タッグトーナメント（1999年、アーケード）motion designer
- ソウルキャリバー（1999年8月5日、DC）MUSEUM MODE & CPU ROUTINE DIRECTOR
- テイルズ オブ デスティニー2（2002年11月28日、PS2）ディレクター
- ソウルキャリバーII（2003年3月27日、PS2）GAME TUNING & PRODUCTION ASSISTANS
- テイルズ オブ シンフォニア（2003年8月29日、GC）ディレクター
- テイルズ オブ シンフォニア（2004年9月22日、PS2）チーフディレクター
- テイルズ オブ ジ アビス（2005年12月15日、PS2）チーフディレクター
- テイルズ オブ ザ ワールド レディアント マイソロジー（2006年12月21日、PSP）スペシャルサンクス
- ソウルキャリバー レジェンズ（2007年12月13日、Wii）スペシャルサンクス
- テイルズ オブ シンフォニア -ラタトスクの騎士-（2008年6月26日、Wii）スペシャルサンクス
- テイルズ オブ ヴェスペリア（2008年8月7日、Xbox 360）チューニングディレクター、チーフディレクター／制作プロデューサー
- FRAGILE 〜さよなら月の廃墟〜（2009年1月22日、Wii）スペシャルサンクス
- テイルズ オブ ザ ワールド レディアント マイソロジー2（2009年1月29日、PSP）スペシャルサンクス
- テイルズ オブ バーサス（2009年8月6日、PSP）スペシャルサンクス
- テイルズ オブ ヴェスペリア（2009年9月17日、PS3）チューニングディレクター、チーフディレクター／制作プロデューサー
- ケロロRPG 騎士と武者と伝説の海賊（2010年3月4日、DS）スペシャルサンクス
- テイルズ オブ ファンタジア なりきりダンジョンX（2010年8月5日、PSP）スペシャルサンクス
- テイルズ オブ ザ ワールド レディアント マイソロジー3（2011年2月10日、PSP）スペシャルサンクス
- テイルズ オブ エクシリア（2011年9月8日、PS3）スペシャルサンクス
- 機動戦士ガンダム エクストリームバーサス（2011年12月1日、PS3）スペシャルサンクス
- ソウルキャリバーV（2012年2月2日、PS3、Xbox 360）Senior Producer
- 大乱闘スマッシュブラザーズ for Nintendo 3DS / Wii U（2014年、ニンテンドー3DS、Wii U）Planning
- 大乱闘スマッシュブラザーズ SPECIAL（2018年12月7日、Nintendo Switch）Producer
- SCARLET NEXUS（2021年6月24日、Xbox One、Xbox Series X/S、PlayStation 4、PlayStation 5、Microsoft Windows）Chief Producer
- テイルズ オブ アライズ (2021年9月9日、PlayStation 4、PlayStation 5、Xbox One、Xbox Series X/S、Microsoft Windows（Steam）） general producer

### アニメ
- テイルズ オブ ジ アビス（2008年）プロデューサー

### 映画
- テイルズ オブ ヴェスペリア 〜 The First Strike 〜（2009年）アソシエイトプロデューサー